# Islam aux États-Unis

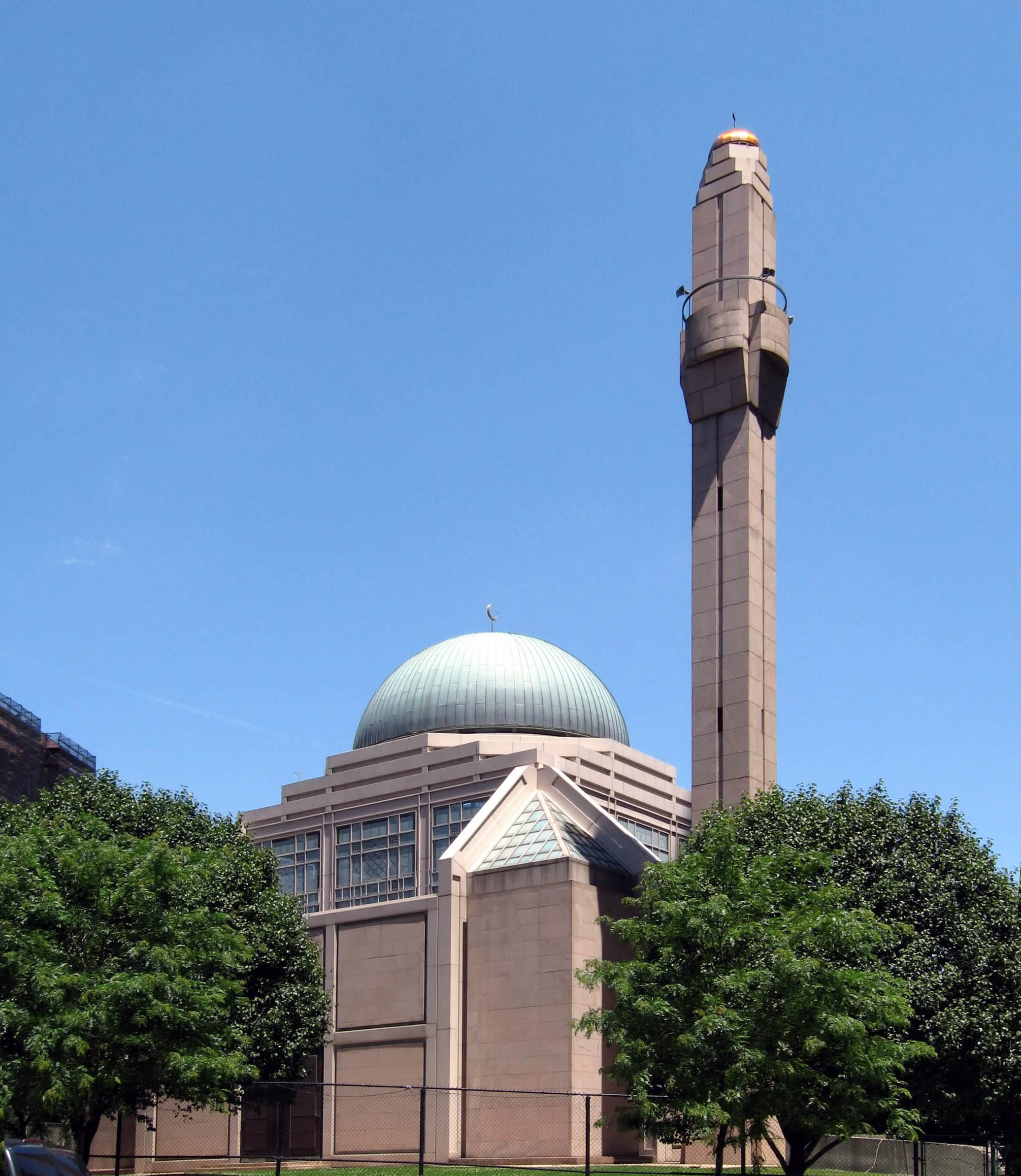
Centre culturel islamique de New York.

L’islam est la troisième religion aux États-Unis après le christianisme et le judaïsme. Elle rassemble environ près de 4.5 millions de personnes en 2020, soit environ 1.3 % de la population totale du pays. On compte 1 209 mosquées aux États-Unis, dont plus de la moitié ont été construites au cours des vingt-cinq dernières années.
Les premiers cas documentés de musulmans sur le sol américain sont Ayuba Suleiman Diallo et Omar ibn Saïd, deux esclaves d'Afrique de l'Ouest arrivés dans le pays au XIXe siècle, mais avant eux on peut noter la présence d'Estevanico (Mustapha Al Azemmouri), originaire du Maroc, et qui explore le pays de la Floride jusqu'à l'Arizona dans les rangs des conquistadors espagnols au début du XVIe siècle. La plus ancienne communauté musulmane est la Ahmadiyya Muslim Community, créée en 1921, qui précède de peu la Nation of Islam (1930).
Très minoritaire, la population musulmane a cependant fortement augmenté au cours du XXe siècle, en grande partie du fait de l'immigration (deux tiers des musulmans sont nés à l'étranger) et de la hausse des conversions. Les récents immigrés musulmans, venant notamment d'Asie du Sud (Inde, Pakistan...) et de pays arabes composent la majorité de la population musulmane totale. Les musulmans américains nés aux États-Unis sont principalement des Afro-Américains, qui représentent un quart de la population musulmane totale.

## Histoire
L'histoire de l'islam aux États-Unis peut être divisée en trois périodes : la période colonisatrice, les années suivant la Première Guerre mondiale et les dernières décennies. Depuis les attentats du World Trade Center en 2001, certains Américains musulmans sont mis au ban de la société[réf. incomplète].

## Démographie

### Données quantitatives
Le Bureau du recensement des États-Unis ne rassemble pas de données sur les pratiques religieuse des Américains. Cependant, différents instituts réalisent des estimations régulièrement. C'est le cas du Pew Research Center et de l'American Religious Identification Survey (en).
| Année | Institut                                 | Fidèles   | %     |
| ----- | ---------------------------------------- | --------- | ----- |
| 1990  | American Religious Identification Survey | 527 000   | 0,3 % |
| 2001  | American Religious Identification Survey | 1 104 000 | 0,5 % |
| 2008  | American Religious Identification Survey | 1 349 000 | 0,6 % |
| 2010  | Pew Research Center                      | 2 595 000 | 0,8 % |
| 2015  | Pew Research Center                      | 3 300 000 | 1,0 % |

On retrouve les plus fortes concentrations de musulmans dans les aires urbaines de la région des Grands Lacs et du nord-est des États-Unis où ils représentent par exemple 2 % de la population de l'État de New York. Les musulmans habitent majoritairement les grandes métropoles et carrefours intellectuels des États-Unis : ils seraient approximativement 600 000 à résider à New York et son agglomération (en particulier le quartier de Bay Ridge), près de 400 000 à Chicago, en Californie mais aussi au Texas,.
Près de la moitié des musulmans américains ont entre 30 et 49 ans, les deux-tiers seraient des hommes et 64 % seraient immigrés, c'est-à-dire nés à l'étranger (48 % en 2007).

### Pratiques religieuses
Plus de la moitié des musulmans américains sont sunnites. 80 % d'entre eux pensent que la religion est très importante, contre 65 % de la population américaine globale, seuls les mormons sont plus nombreux (85 %) à le déclarer. Enfin, 41 % des musulmans américains vont prier au moins une fois par semaine dans un lieu de culte, soit autant que les protestants mais plus que les catholiques (37 %).
Près d'un quart des musulmans seraient des convertis à l'islam (23 %). Parmi ces convertis, 67 % sont d'anciens protestants, 10 % d'anciens catholiques et 15 % n'avaient auparavant aucune religion.
Les mosquées, au nombre de 1 209, sont habituellement soit sunnites soit chiites. La plus grande mosquée du pays, l'Islamic Center of America, est située à Dearborn dans le Michigan.

### Répartition parmi les Américains
En 2014, le Pew Research Center estime que la population musulmane est composée de 38 % de Blancs américains, de 28 % d'Afro-Américains, de 28 % d'Asio-Américains, de 4 % d'Hispaniques et Latino-Américains et de 3 % appartenant à un autre groupe.

### Situation sociale
Une partie non négligeable de la communauté musulmane occupe des postes clés de la société : ingénieurs, chercheurs, analystes financiers, entrepreneurs, avocats ou encore médecins (on estime qu'au moins 10 % des médecins américains seraient musulmans ; par exemple, il y aurait de plus 15.000 médecins musulmans américains d'origine pakistanaise,). En effet, une étude réalisée en 2004 par l'Organisation Zogby sur un échantillon représentatif de 1 846 Américains de confession musulmane, il en ressort qu'une forte proportion des personnes ayant répondu à l'enquête aurait un niveau d'études plus élevé que la moyenne nationale (60 % des Américains musulmans ont un niveau d'études supérieur ou égal au niveau de premier cycle universitaire).
Basé sur ces résultats, un éditorial publié dans The Wall Street Journal a désigné les Américains musulmans comme des « individus exemplaires, en tant qu'Américains et en tant que croyants ».

Le cas des femmes musulmanes américaines est aussi très évocateur : d'après une étude réalisée en mars 2009 sur les femmes américaines de confession musulmane par l'agence Gallup, il est conclu que 

« Elles [les femmes musulmanes américaines] sont plus instruites que leurs homologues en Europe occidentale, mais aussi que l’Américain moyen [...]. Les femmes musulmanes américaines ont souvent l’esprit entrepreneurial et parviennent, plus que les femmes des autres confessions, à approcher les fonctions généralement dévolues aux hommes,. »

## Organisations

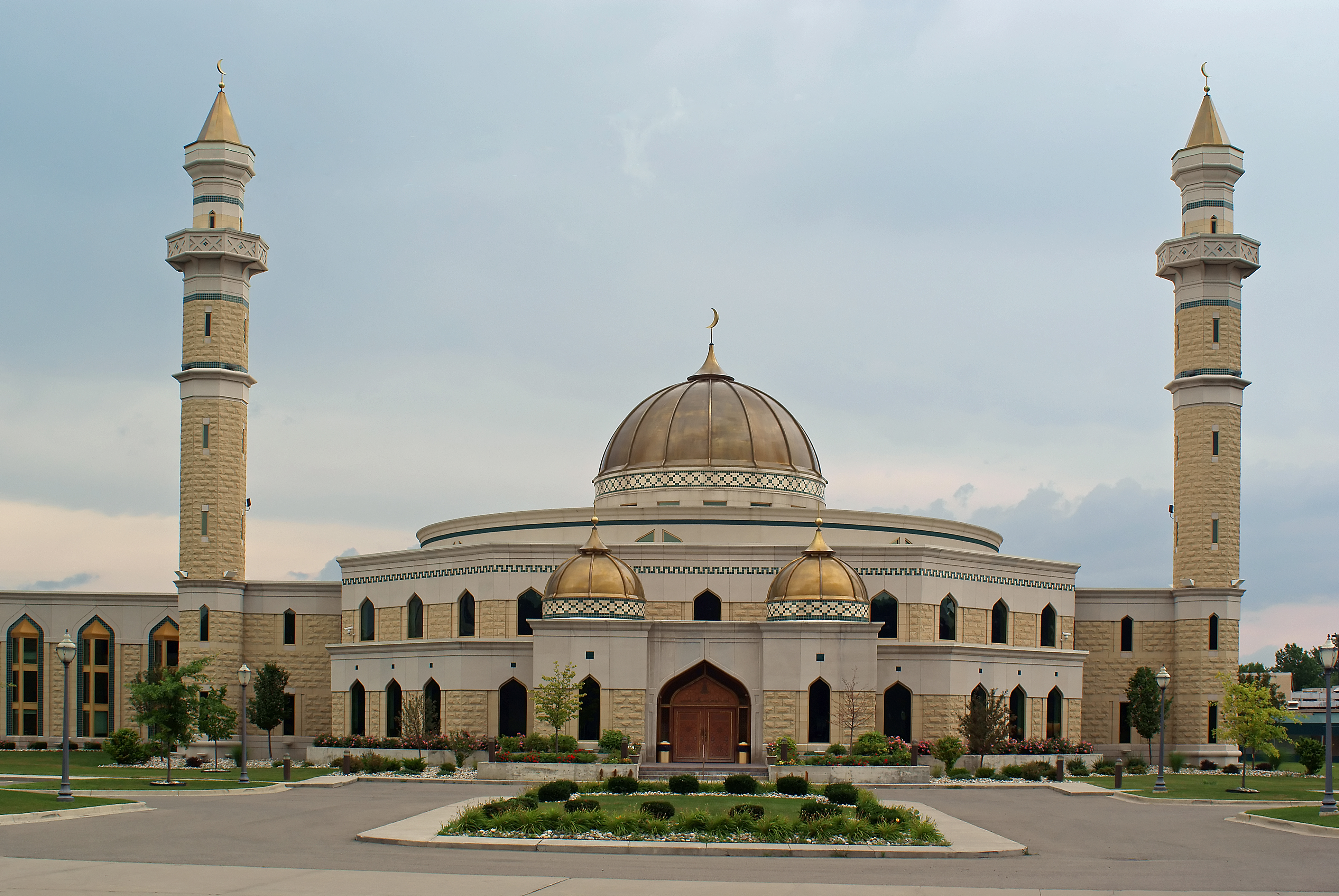
Islamic Center of America, Dearborn, Michigan.

Il y a beaucoup d'organismes islamiques aux États-Unis.
- L'Islamic Society of North America, dont le siège se trouve à Plainfield dans l'Indiana, est décrit comme la plus grosse organisation musulmane aux États-Unis.
- Nation of Islam est la plus ancienne, elle a également donné naissance à d'autres groupes plus ou moins proches. Le groupe compterait entre 20 000 et 40 000 membres[22], en majorité Afro-américains. Les enseignements de la Nation of Islam différaient nettement de ceux de l'islam traditionnel[23]. L'islam sunnite refuse toujours de reconnaître ce groupe comme pleinement musulman.

Les Américains musulmans ont leur chaîne de télévision (Bridges TV), fondée en 2004 à Buffalo, dans l'État de New York.
Plusieurs associations militent pour le respect des droits de tous les citoyens : 
- le Comité arabo-américain contre la discrimination (American-Arab Anti-Discrimination Committee) ;
- le Council on American-Islamic Relations (CAIR) qui est considéré depuis 2014 comme une organisation terroriste par les Émirats Arabes Unis[24]
- la Société islamique d'Amérique du Nord (Islamic Society of North America)
- la Société des musulmans d'Amérique (Muslim American Society)

### Autres

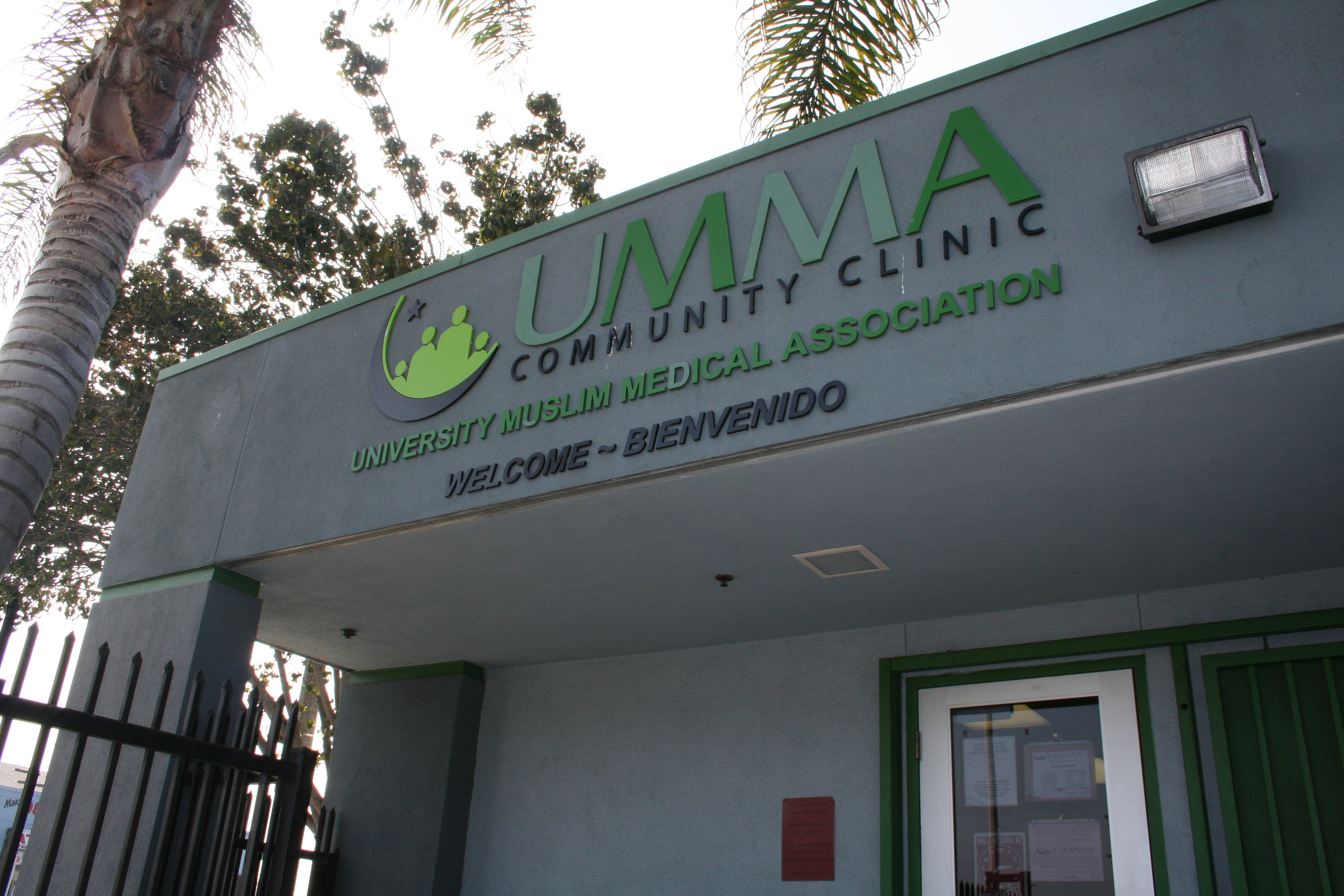
Façade d'entrée de la UMMA Clinic de Los Angeles.

- Il existe plusieurs hôpitaux créés et dirigés par des musulmans à travers les États-Unis régis sur les principes islamiques d'assistance gratuite aux démunis sans souci de la religion ou de la culture des patients. L'un des exemples les plus notoires reste la Umma Clinic de Los Angeles, fondée en 1996 par un groupe d'étudiants en médecine musulmans issus d'universités californiennes[25] ;
- L'Association des étudiants musulmans (MSA : Muslim Students' Association) est une organisation estudiantine islamique existant aux États-Unis et au Canada depuis 1963. De la même manière que d'autres organisations religieuses étudiantes, la MSA a pour vocation de fédérer les étudiants, musulmans, sur des projets communs mais aussi de fournir une aide aux étudiants (musulmans ou non) et de sensibiliser la communauté étudiante nord-américaine à des thématiques de société (découverte de l'Islam, combat contre le racisme, conflits, etc.)[26],[27] ;
- L'ICNA est une organisation musulmane américaine ayant pour but d'être une structure complémentaire dans la lutte contre la pauvreté et l'aide aux démunis. Elle a également une vocation de défense des principes islamiques et de sensibilisation du public à des thèmes majeurs d'actualité. L'ICNA a notamment lancé de nombreux projets de lutte contre la précarité, notamment le projet « Feed the Hungry » (Nourrir les pauvres) consistant à distribuer des denrées alimentaires aux personnes démunies vivant dans la baie de San Francisco[28] ;
- Le Helping Hand For Relief and Development (HHRD), organisation non gouvernementale musulmane américaine, fondée en 2005, active dans la lutte contre la misère sur le plan international. Elle fait partie des 10 organismes d'aides les plus performants aux États-Unis d'après le classement de Charity Navigator[29],[30] ;
- Des projets divers de charité et d'aide aux démunis voient le jour progressivement à travers plusieurs villes des États-Unis, en particulier à Chicago où plusieurs associations et ONG musulmanes se sont développées[31] ;
- Le réseau des mères d'une banlieue de Boston qui cherche à maintenir les traditions islamiques grâce à un enseignement à domicile ;
- Des entrepreneurs de Minneapolis qui financent leurs entreprises sans verser d'intérêts , en effet, les intérêts sur prêts sont rigoureusement interdits par les principes de finance islamique ;
- Des chefs de groupes d'étudiants islamiques dans une université qui conversent régulièrement avec les représentants d'autres associations religieuses dans le campus ;
- Le créateur à Los Angeles du site web islamique le plus fréquemment consulté du monde.

## Perception sociale de l'islam
Une étude menée au niveau national par le Pew Research Center et le Pew Forum on Religion and Public Life signale que le pourcentage d'Américains ayant un point de vue négatif sur l'islam s'est accru d'un point entre 2002 et 2003 pour s'établir à 34 %, puis a de nouveau grimpé, atteignant 36 % en 2005. Dans le même temps, le pourcentage de personnes répondant que l'islam encourage probablement la violence plus qu'une autre religion est tombée de 44 % en juillet 2003 à 36 % en juillet 2005. L'étude de 2005 révèle également que 58 % des adultes jugent que l'islam est « très différent de leur religion ». 55 % des personnes interrogées ont un point de vue favorable sur les musulmans américains, ce qui représente une hausse de quatre points par rapport à juillet 2003. Enfin, 43 % des musulmans américains affirment avoir été harcelés d'une manière ou d'une autre en 2010 à cause de leur religion.
Selon un sondage réalisé en avril 2006 par CBS News, à choisir entre favorable, défavorable et ne se sait pas, 58 % des Américains ont une attitude favorable envers le protestantisme, 48 % envers le catholicisme, 47 % envers le judaïsme, 20 % envers le mormonisme et 18 % envers l'islam, qui dépasse la scientologie (8 %).

## Personnalités
Liste de personnalités musulmanes aux États-Unis :
- Jawed Karim, cofondateur de YouTube[35],[36],[37]
- Ashar Aziz, fondateur de l'éditeur de logiciels américain de cybersécurité FireEye
- Elias Zerhouni, médecin et chercheur algéro-américain en radiologie à l'Hôpital Johns-Hopkins, ayant développé de nombreux procédés d'imagerie médicale dans le diagnostic du cancer, ancien directeur du National Institutes of Health (NIH) et actuel président de la section recherche et développement au sein du groupe Sanofi[35],[38]
- Mohamed A. El-Erian, ancien PDG du fonds international d'investissement et de gestion globale d'actifs PIMCO[39]
- Aziz Sancar, biochimiste turco-américain, prix Nobel de chimie en 2015 pour ses travaux sur la réparation de l'ADN[40],[41]
- Malcolm X, prêcheur, militant politique d'influence[42].
- Keith Ellison, homme politique, membre du Parti démocrate, premier musulman élu au Congrès des États-Unis [43],[44]
- André Carson, homme politique, membre du Parti démocrate[45],[46], membre du Congrès des États-Unis
- Jermaine Jackson, chanteur de pop[47]
- Muhtar Kent, ex-PDG de Coca-Cola ;
- Hamza Yusuf, universitaire californien, cofondateur de l'Institut Zaytuna,
- Dave Chappelle, humoriste, acteur, scénariste et producteur américain[48]
- Kareem Abdul-Jabbar, joueur de basket-ball de la National Basketball Association[49],[50]
- Ahmed Zewail, chimiste américano-égyptien, prix Nobel de chimie en 1999[51],[52]
- Rasheed Wallace, joueur et entraîneur de basket-ball américain[53]
- Ayub Ommaya, neurochirurgien renommé, notamment connu pour l'invention du réservoir d'Ommaya[54],[55]
- Shaquille O'Neal, joueur de basket-ball de renommée internationale[56]
- Omar Epps, acteur notamment connu pour avoir joué le rôle du docteur Eric Foreman dans la série Dr House[48]
- Mohamed Ali, boxeur professionnel (boxe anglaise) de renommée internationale[57],[56]
- Mike Tyson, boxeur professionnel (boxe anglaise) de renommée internationale[48]
- Maryam Mirzakhani, mathématicienne américano-iranienne, première femme récipiendaire de la médaille Fields[58],[59],[60]
- Ice Cube, acteur et rappeur californien[61]
- Farouk El-Baz, directeur du centre pour la télédétection à l'université de Boston qui a codirigé le programme Apollo[62]
- T-Pain, artiste de RNB[61],[63]
- Fareed Zakaria, journaliste spécialisé dans le domaine des relations internationales[64]
- Nidhal Guessoum, astrophysicien algéro-américain réputé et écrivain, connu pour ses ouvrages et ses réflexions sur les liens entre la science et la religion[65]
- Akon, artiste de RNB[48],[61]
- Fazlur Khan, architecte et ingénieur banglado-américain, connu pour être le « père des designs tubulaires pour gratte-ciels »[66],[67]
- Ellen Burstyn, actrice américaine[61]
- Moncef Slaoui, chercheur maroco-américain, spécialiste en virologie et en biologie moléculaire, chargé par le président Donald Trump de trouver un vaccin dans le cadre de la lutte contre la pandémie de Covid-19[68],[69].
- Lil Durk Rappeur [70].